# Університетські панночки
Університетські панночки (нім. Universitätsmamsellen; складне слово від університет і Mamsell – «панночка») — група дочок професорів Геттінгенського університету, яка діяла в кінці XVIII й на початку XIX століття, займаючись літературною та науковою діяльністю в той час, коли це було ще незвичним для жінок.

## Учасники групи
До «Університетських панночок» належали:
- Філіппіна Енгельгард (1756—1831), дочка Йоганна Крістофа Ґаттерера,
- Кароліна Шеллінг (1763—1809), дочка Йоганна Давида Міхаеліса,
- Тереза Губер (1764—1829), дочка Крістіана Ґоттлоба Гайне,
- Мета Форкель-Лібескінд (1765—1853), дочка Рудольфа Ведекінда та
- Доротея Шлецер (1770—1825), дочка Августа Людвіга фон Шлецера.

Члени цієї групи були не тільки знайомі одна з одною з дитинства в Геттінгені, але й підтримували зв'язок між собою протягом усього життя, мали контакти з важливими діячами німецького інтелектуального життя, були різною мірою активними в літературі і таким чином утворили своєрідну жіночу мережу у німецькій культурі близько 1800 року.

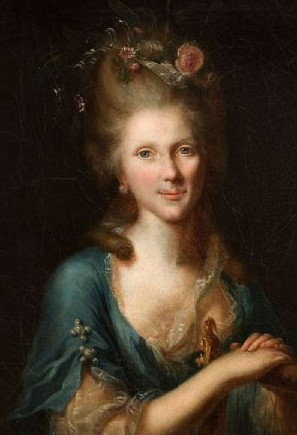
Філіппіна Енгельгард
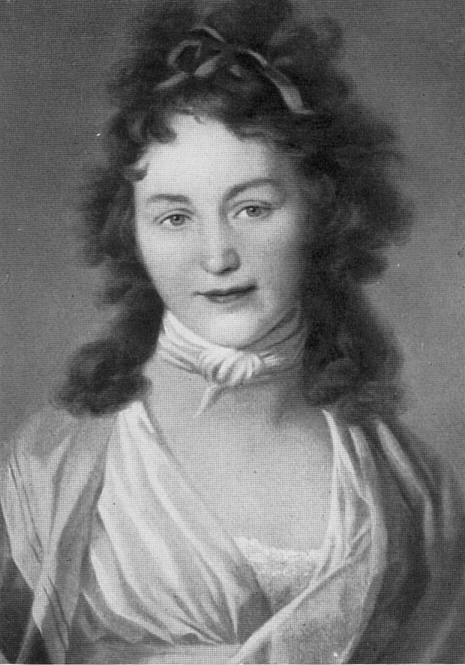
Кароліна Шеллінг
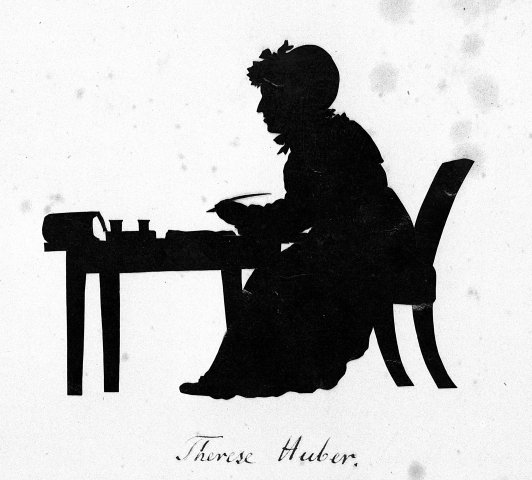
Тереза Губер
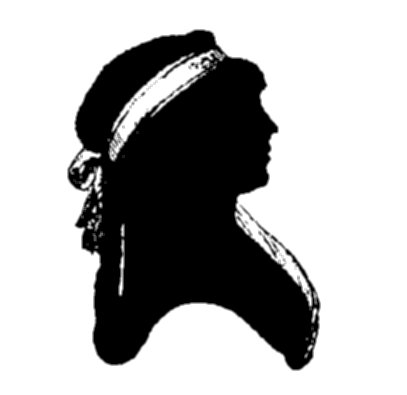
Мета Форкель-Лібескінд
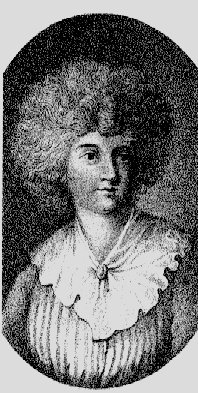
Доротея Шлецер

## Майнцька республіка
Важливим для трьох членів групи стало перебування у Майнці у час заснування Майнцької республіки. У період 1792/1793 рр. троє «панночок» перебували в Майнці і кожна була пов'язана з головними героями тодішнього політичного розвитку:
- Тереза Форстер, пізніше Тереза Губер, приїхала до Майнца в 1788 році зі своїм чоловіком Георгом Форстером. 31 грудня 1792 року Георг Форстер був обраний президентом Якобінського клубу, а пізніше став членом Рейнсько-німецького національного конвенту. Однак 7 грудня Тереза розлучилася з ним і втекла до Страсбурга.
- Кароліна Бемер, пізніше Кароліна Шеллінг, нещодавно овдовівши, переїхала до Майнца в березні 1792 року. З грудня вона опікувалася господарством Форстера, якого покинула дружина. Її зятем був Георг Вільгельм Бемер, який також був відомим якобінцем у Майнці.
- Мета Форкель прибула до Майнца 19 жовтня, де її зустріла Кароліна Бемер. 7 жовтня Мета Фогель народила позашлюбного сина. Її брат Георг фон Ведекінд, який, як і Бемер, був одним із засновників Якобінського клубу, жив у Майнці.

Коли кінець Майнцької республіки став очевидним, Кароліна Бемер і Мета Форкель, які були вагітні від французького офіцера, а також їхні мати і невістка Вільгельміна Ведекінд, 30 березня спробували втекти до Франкфурта, але були заарештовані прусськими форпостами біля Оппенгейма. Кароліна Бемер видавала себе за дружину Георга Бемера через схожість імен. Жінок спочатку доправили до Гаттерсхайму, потім допитували у Франкфурті і, нарешті, доставили до фортеці Кенігштайн. Жінок випустили лише в середині липня. Мета Форкель і її майбутній чоловік Йоганн Генріх Лібескінд вирушили до Східної Пруссії, де Лібескінд мав зайняти свою першу посаду.
Однак Кароліна Бемер тривалий час зазнавала переслідувань і наклепів. Її не тільки запідозрили в якобінстві, а й насамперед звинуватили в подружній зраді з Георгом Форстером. Пасквіль, опублікований в 1793 році під назвою «Майнцькі клубні діячі в Кенігштайні: або жінки викривають ганьбу одна одної», завдала шкоди їхній репутації. Анонімний автор, який відносно добре обізнаний про приватні обставини в домі Форстерів, показує Кароліну, Мету Форкель і жінок Ведекінда у фортечній в'язниці на Кенігштайні як крикливих, розпусних жінок, які не мають на думці нічого іншого, як красти чоловіків одна в одної.